# Cleveland Barons (1976–1978)
För andra betydelser, se Cleveland Barons.

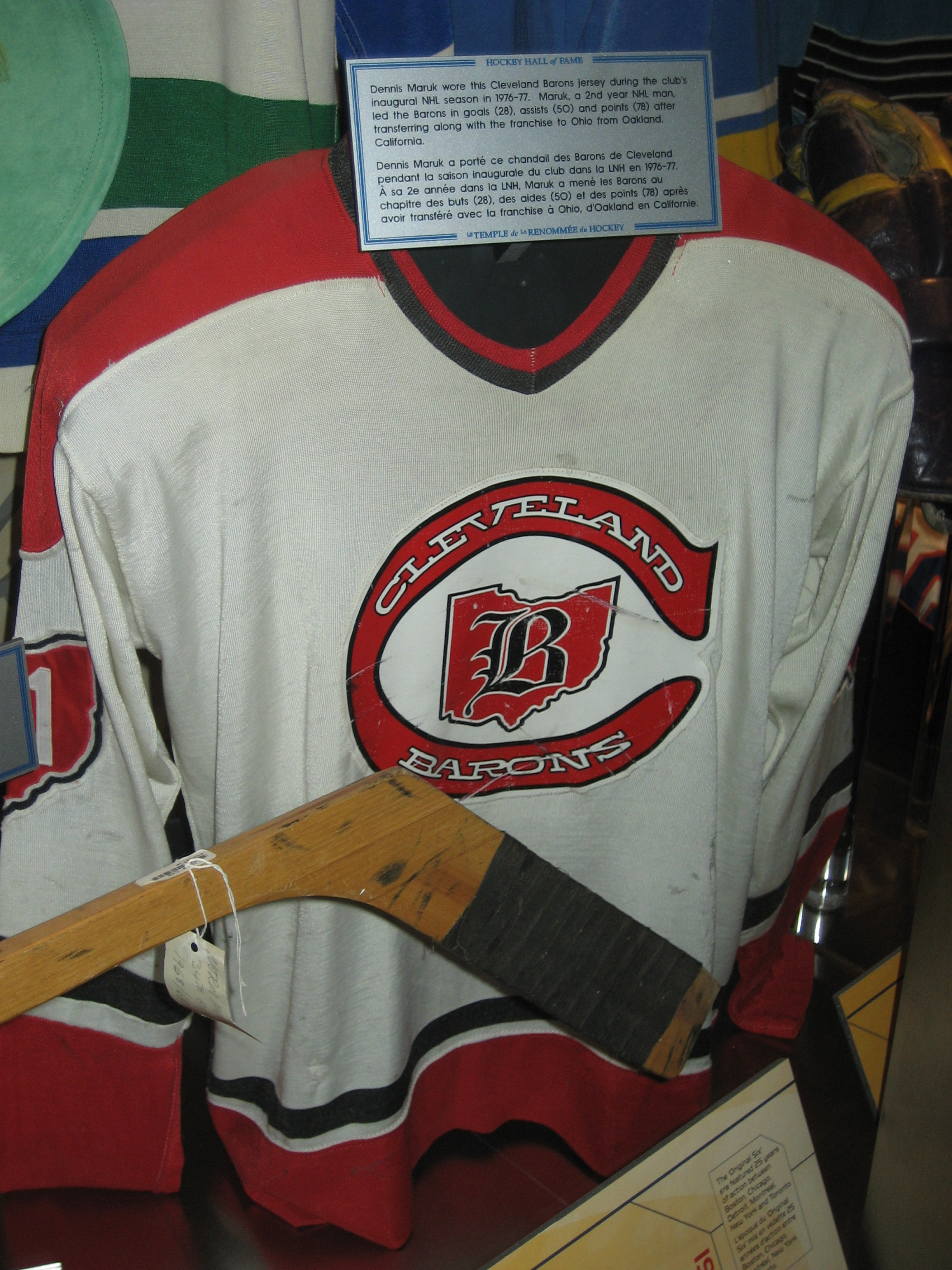
Cleveland Barons-tröja i Hockey Hall of Fame.

Cleveland Barons var ett professionellt ishockeylag i Richfield, Ohio, som spelade två säsonger i NHL åren 1976–1978.

## Historia
Efter att ägaren till California Golden Seals flyttat laget till Richfield mellan Akron och Cleveland i Ohio, där ishockey var en mer känd sport än den varit i Oakland, Kalifornien, så hoppades man att laget skulle få mer framgångar och mer uppmärksamhet. Men trots att laget spelade i den då största hallen i NHL, Richfield Coliseum, hade man svårt att få åskådare till sina matcher vilket ledde till att laget fick svårt med ekonomin. Endast tack vare ett lån kunde man avsluta sin första säsong i NHL utan att kasta in handsken.
Laget såldes till två bröder, Gordon och George Gund, som kom från orten vilket man hoppades skulle ordna till ekonomin. Men trots att de nya ägarna satsade pengar i laget gick det ännu sämre än första året i Ohio. Läget för Barons var inte direkt optimistiskt efter bara två säsonger, vilket var synd eftersom staden Cleveland vid tre tillfällen hade försökt få ett lag i NHL.
Under sommaren 1978 köpte Barons ägare även det ekonomiskt svaga Minnesota North Stars och fick ligans tillåtelse att slå ihop Barons med North Stars. Det nya laget fick heta Minnesota North Stars och fortsätta spela i Bloomington, Minnesota, men förstärkt med de bästa spelarna från Cleveland Barons.

## Svenskar i Barons
- Björn Johansson, Back, #13 – 1976–1978
- Juha Widing, Center, #15 - 1976-1977